# هلویشا (ویرجینیای غربی)
هلویشا(به انگلیسی: Helvetia) شهری در ایالت ویرجینیای غربی کشور ایالات متحده آمریکا است که جمعیت آن در سرشماری سال ۲۰۱۰ میلادی، ۵۹ نفر بوده‌است.